# Marco Schwarz
Marco Schwarz (Villach, 16 de agosto de 1995) es un deportista austríaco que compite en esquí alpino.
Participó en dos Juegos Olímpicos de Invierno, obteniendo una medalla de plata en Pyeongchang 2018, en el equipo mixto, y el quinto lugar en Pekín 2022, en la prueba combinada.
Ganó siete medallas en el Campeonato Mundial de Esquí Alpino entre los años 2019 y 2023. En la Copa del Mundo consiguió seis victorias y veintitrés podios en total.

## Palmarés internacional
| Juegos Olímpicos   | Juegos Olímpicos             | Juegos Olímpicos  | Juegos Olímpicos |
| Año                | Lugar                        | Medalla           | Prueba           |
| ------------------ | ---------------------------- | ----------------- | ---------------- |
| 2018               | Pyeongchang (Corea del Sur)  | Medalla de plata  | Equipo mixto     |
| Campeonato Mundial |                              |                   |                  |
| Año                | Lugar                        | Medalla           | Prueba           |
| 2019               | Åre (Suecia)                 | Medalla de plata  | Equipo mixto     |
| 2019               | Åre (Suecia)                 | Medalla de bronce | Eslalon          |
| 2019               | Åre (Suecia)                 | Medalla de bronce | Combinada        |
| 2021               | Cortina d'Ampezzo (Italia)   | Medalla de oro    | Combinada        |
| 2021               | Cortina d'Ampezzo (Italia)   | Medalla de bronce | Eslalon gigante  |
| 2023               | Courchevel/Méribel (Francia) | Medalla de plata  | Combinada        |
| 2023               | Courchevel/Méribel (Francia) | Medalla de bronce | Eslalon gigante  |